# The Cure
The Cure es una banda británica de rock formada en 1976 en Crawley (Inglaterra). En sus orígenes, se llamó Easy Cure por un breve período, y ya figuraba en sus filas uno de sus tres fundadores y futuro líder, Robert Smith, como guitarra solista. El grupo alcanzó la cota más alta de su éxito comercial entre finales de la década de los ochenta y la primera mitad de la década de los noventa.
Durante su extensa carrera, The Cure ha tenido múltiples cambios en su formación, siendo su alineación más popular la integrada entre 1986 y 1989 por el vocalista Robert Smith, el bajista Simon Gallup, el guitarrista Porl Thompson, el baterista Boris Williams y los teclistas Roger O'Donnell y Laurence Tolhurst, de los cuales actualmente permanecen Smith, Gallup y O'Donnell, junto a Jason Cooper en la batería, Reeves Gabrels como guitarra solista y Perry Bamonte en guitarra y teclados. La apariencia característica de Smith, frecuentemente vestido de negro y maquillado con un efecto borroneado de lápiz de labios, sumado a letras introspectivas y existenciales, han hecho que la banda fuera asociada generalmente con el rock gótico.
La banda ha incursionado en diferentes géneros y estilos, tales como el post-punk, en algunos de sus primeros temas como «10:15 Saturday Night» o «In Your House»; el rock gótico, en temas como «One Hundred Years» y «A Forest»; la música new wave británica, alegre y optimista, en temas como «Close to Me» o «Just Like Heaven», e incluso por varios momentos en la electrónica, como en «The Walk» o «Let's Go to Bed». Considerado uno de los grupos referentes del rock alternativo, en 1989 se publicó Disintegration, disco con el que la banda alcanzó su puesto más alto en las listas británicas con sus exitosos sencillos «Lovesong, «Fascination Street, «Pictures of You» y «Lullaby», este último posicionándose en el quinto lugar durante seis semanas consecutivas.
En 1994 y en 2001 la banda fue nominada al Grammy en la categoría de mejor disco de música alternativa. Entre 1987 y 2004, The Cure vendió alrededor de 30 millones de discos en todo el mundo. El 29 de marzo de 2019, The Cure ingresó en el Salón de la Fama del Rock and Roll.

## Historia

### Primeros años: de The Obelisk a Easy Cure (1973-1978)

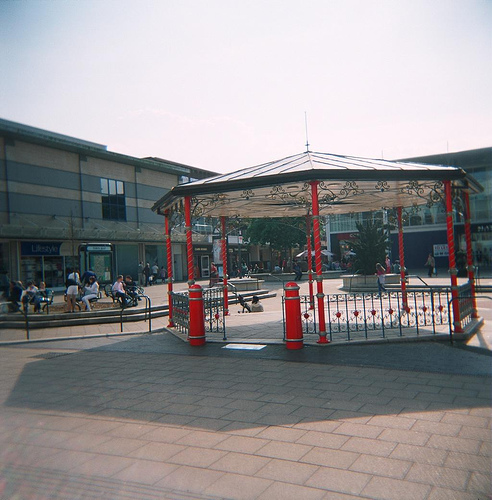
Plaza central de la ciudad Crawley, Sussex, Inglaterra, donde Easy Cure dio sus primeros conciertos.

The Obelisk fue formada en 1973 por Robert Smith (voz, piano), Michael Dempsey (guitarra), Lol Tolhurst (batería), Marc Ceccagno (guitarra solista) y Alan Hill (bajo) mientras estudiaban en la el Notre Dame Middle School, en Crawley (Sussex). Tuvieron su primera actuación pública como parte de una presentación de fin de ciclo en abril de ese mismo año. Tres años más tarde, en enero de 1976, Smith formó una nueva banda llamada Malice, esta vez en la segunda guitarra, junto con dos de sus amigos: Graham en la batería y su hermano en la voz, con Dempsey reemplazando a Hil en el bajo y manteniendo a Ceccagno como guitarra solista. Establecidos como quinteto, comenzaron a ensayar y tocar versiones de David Bowie, Jimi Hendrix y Álex Harvey en la sala de una iglesia local. En abril de ese mismo año, Graham y su hermano dejaron la banda, al igual que lo haría Cececcagno para formar una banda de jazz rock fusión llamada Amulet. Ese mismo mes se unieron Lol Tolhurst en la batería, Martin Creasy en la voz y Paul «Porl» Stephen Thompson, estudiante del St. Wilfrid's Catholic Comprehensive School, como guitarra solista. Con esta formación la banda tocó durante tres shows en vivo, en diciembre de ese mismo año. En enero de 1977, posterior a la salida de Creasy, y a la cada vez más creciente influencia del omnipresente punk-rock que se comenzaba a hacer patente en el estilo musical del grupo, los cuatro miembros restantes cambiaron su nombre a Easy Cure, configurando así el primer plantel de lo que sería The Cure.
En marzo de ese mismo año, se unió a la banda Gary X como vocalista, aunque duraría a penas un mes y sería rápidamente reemplazado por Peter O'Toole. En mayo, Easy Cure ganó una competición de talentos organizada por el sello alemán Hansa Records y recibió como premio un contrato de grabación, el cual fue firmado el 17 de ese mismo mes. En septiembre, O'Toole decidió dejar la banda para irse a vivir a Israel en un kibutz. Debido a esto, la banda volvió a quedarse sin un vocalista, por lo que Smith asumió dicho puesto. El cuarteto nuevamente integrado por Smith, Dempsey, Thompson y Tolhurst grabó sus primeras maquetas para Hansa en los estudios SAV en Londres entre octubre y noviembre, aunque nada de ese material fue publicado. La banda continuó tocando con regularidad alrededor de Crawley (particularmente en The Rocket, St Edward's y Queen's Square) entre finales de ese año y principios de 1978. El 19 de febrero tuvieron teloneros por primera vez en The Rocket, junto a una banda de Horley llamada Lockjaw, en la que tocaba el bajista Simon Gallup. Hansa estaba insatisfecha con las maquetas de la banda y se mostraba reacia a publicar lo que sería una versión temprana de su clásico «Killing an Arab». En cambio, sugirió grabar versiones de otros artistas, a lo que la banda se negó y decidió romper su contrato con la discográfica. Según Smith, Hansa quería convertirlos en «una banda para adolescentes que realizara versiones de otros grupos», lo que iba en contra del espíritu de la banda.

### De Easy Cure a The Cure y álbum debut:Three Imaginary Boys(1978-1979)
La banda tocó su último concierto como Easy Cure el 22 de abril en el aula magna del instituto Montefiore en Crawley, antes de que Thompson abandonara la banda debido a sus conflictos estilísticos con Smith, ya que su estilo no cuadraba con la forma cada vez más minimalista de componer de Smith. En mayo de ese mismo año, Smith rebautizó al trío restante, integrado por él, Dempsey y Tolhurst con lo que sería su nombre definitivo: The Cure. A finales de ese mismo mes, la banda realizó sus primeras sesiones en los estudios Chestnut de Sussex. La maqueta resultante fue enviada a una docena de sellos importantes. Chris Parry, por entonces buscador de talentos de la discográfica Polydor, se puso en contacto con la banda tras escucharla. Se despidió de Polydor, formó el sello Fiction Records, y contrató a The Cure en septiembre de 1978.
 Entre septiembre y diciembre de ese mismo año, Parry negoció con Polydor un acuerdo de distribución para Fiction, acuerdo que se materializó el 22 de diciembre con la edición del sencillo debut de la banda, «Killing an Arab», inspirada en la novela El extranjero, de Albert Camus.
Tras las acusaciones de racismo recibidas por el sencillo y motivadas por su título, la banda decidió colocar una pegatina en su reedición en la que negaba las interpretaciones racistas.

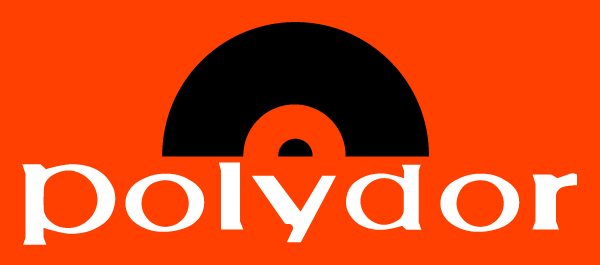
Logo de la discográfica Polydor con la que The Cure fichó a través de Fiction Records en 1979.

El 8 de mayo de 1979, The Cure publicó su primer álbum de estudio, Three imaginary boys. La colección de canciones fue de clara tendencia post-punk y con tintes sombríos amén de preocupaciones existenciales. Las primeras críticas que recibió el álbum por parte de NME fueron entusiastas.
El 16 de diciembre de 1978, meses antes de que se publicara el álbum, Adrian Thrills escribió lo siguiente: «The Cure es como un soplo de aire fresco suburbano en el contaminado circuito de bares y clubs de la capital. [...] Con una sesión de John Peel y la continuación de su gira por Londres en su agenda más inmediata, queda por ver si The Cure puede mantener su refrescante joie de vivre». Sin embargo, días después de su publicación, Paul Morley hizo una crítica poco amable en la misma revista: «Ellos [The Cure] hacen las cosas mucho peores de lo que podrían ser al empaquetar una trivialidad vacía como si tuviera validez social.
Como si fueran a cambiar nuestras concepciones de lo que es real y lo que es irreal. Adornan sus doce pequeñas cancioncillas con artimañas poco fiables. [...] Están tratando de decirnos algo; tratan de decirnos que no existen; tratan de decirnos que todo está vacío. Están haciendo el ridículo». Curiosamente, Robert Smith pensaba lo mismo que el crítico en cuestión por la manera en la que Chris Parry intentó promocionar al grupo; además durante una sesión con John Peel, The Cure reversionó posteriormente su canción «Grinding halt» en la que el cantante recitaba sarcásticamente parte de la crítica de Morley. El desagrado de Smith por la labor de Parry fue desde las sesiones de grabación: «Chris —dijo Smith— nos hizo sonar en el estudio durante cinco noches de jam sessions de una manera muy distinta a cómo sonábamos en directo» hasta la elección de la portada sin previa consulta al grupo.

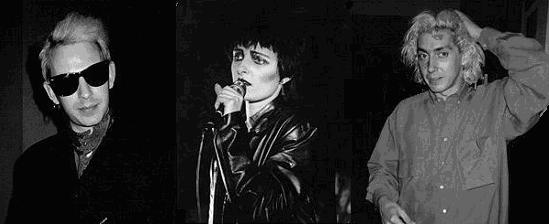
Steven Severin, Siouxsie Sioux y Budgie con la que Robert Smith tocó en Siouxsie And The Banshees en 1979 y desde 1982 hasta 1984

The Cure se embarcó como banda de apoyo para Siouxsie And The Banshees y the Join Hands tour de Inglaterra, Irlanda del Norte, Escocia y Gales entre agosto y octubre. En esta gira se vio a Smith trabajar el doble. Cada noche debía hacer doblete actuando con The Cure y como guitarrista de los Banshees mientras John McKay dejó el grupo en Aberdeen. Esa experiencia musical tuvo un fuerte impacto en él: «En el escenario de la primera noche con los Banshees, me quedé impresionado por lo poderoso que sentía tocando ese tipo de música Era tan diferente a lo que estábamos haciendo con The Cure. Yo quería que fuéramos como los Buzzcocks o Elvis Costello, los Beatles del punk. Ser un Banshee realmente cambió mi actitud hacia lo que estaba haciendo». En octubre de 1979, Michael Dempsey dejó la banda por diferencias creativas con Robert Smith. Según Dempsey: «Robert (Smith) quería llevar el sonido de la banda por un camino demasiado oscuro y sin concesiones, y Simon (Gallup) era perfecto para eso». Efectivamente, Simon Gallup, bajista de bandas inglesas de la escena afterpunk como Lockjaw o The Magazine Spies, reemplazó oficialmente a Dempsey al bajo.

### Trilogía gótica:Seventeen Seconds,FaithyPornography(1980-1982)
En febrero de 1980, la discográfica de The Cure editó Three imaginary boys en el continente americano bajo el nombre de Boys Don't Cry con más canciones, tales como el primer sencillo de The Cure, «Killing an Arab», o la homónima «Boys Don't Cry» y suprimiendo otras como «It's not you» o «Meathook». El disco cosechó un notable éxito en América y, asimismo, se posicionó en el puesto 44 dentro de las listas de éxitos en Inglaterra.
En su primera etapa musical, The Cure desarrolló un estilo propio dentro de la corriente del post-punk. Fue considerado un grupo del culto dentro de la corriente del rock gótico —en inglés llamada dark wave— durante la primera mitad de los años ochenta. Alcanzaron altas cuotas de popularidad en Inglaterra gracias a su sencillo «A forest», perteneciente a su segundo trabajo Seventeen seconds de 1980, el cual se posicionó en el puesto 31 de las listas de éxitos.
En 1981, la banda se reunió de nuevo con Mike Hedges, productor de Seventeen seconds, para grabar su siguiente álbum, Faith, que reincidió en la introspección y en la atmósfera contenida en su anterior disco. La temática principal del álbum fue el cada vez mayor agnosticismo que sintió Robert Smith — su infancia estuvo fuertemente marcada por un adoctrinamiento católico— y su progresiva falta de fe. Otro de los temas secundarios del álbum Faith fue la añoranza de la infancia perdida, con referencias claras en las letras de «The holy hour» o «Primary», y en citas del propio Robert Smith pertenecientes a aquella época: «Tenía 21 años, pero me sentía realmente viejo. Sentí que la vida había perdido sentido. No tenía fe en nada. No veía demasiado sentido continuar con mi vida». El álbum alcanzó el puesto 14 en las listas británicas en 1981. A finales de ese mismo año, The Cure lanzó el sencillo «Charlotte sometimes», basado en la novela homónima de Penelope Farmer, no incluido en ningún álbum de estudio de la banda.
En este momento, la música y la actitud de The Cure se volvieron extremadamente introspectivas. Durante las actuaciones, no se atendían las peticiones de temas más antiguos y alegres y, en ocasiones, Robert Smith abandonaba los conciertos llorando absorbido por el personaje que tenía que proyectar durante la actuación.
The Cure alcanzó su punto álgido en 1982, con la publicación de Pornography, considerado un disco esencial en la carrera de la banda, así como uno de los mejores discos del movimiento gótico. Tras la publicación de este álbum y la consecuente gira promocional Fourteen explicit moments, el grupo quedó inactivo por un periodo. La salida de Simon Gallup de la formación tras una pelea que protagonizó contra Smith durante la gira de Pornography, dejó al grupo como dúo, compuesto por el propio Smith y Lol Tolhurst.

### Transición pop:Japanese Whispers,The TopyThe Head on the Door(1983-1985)

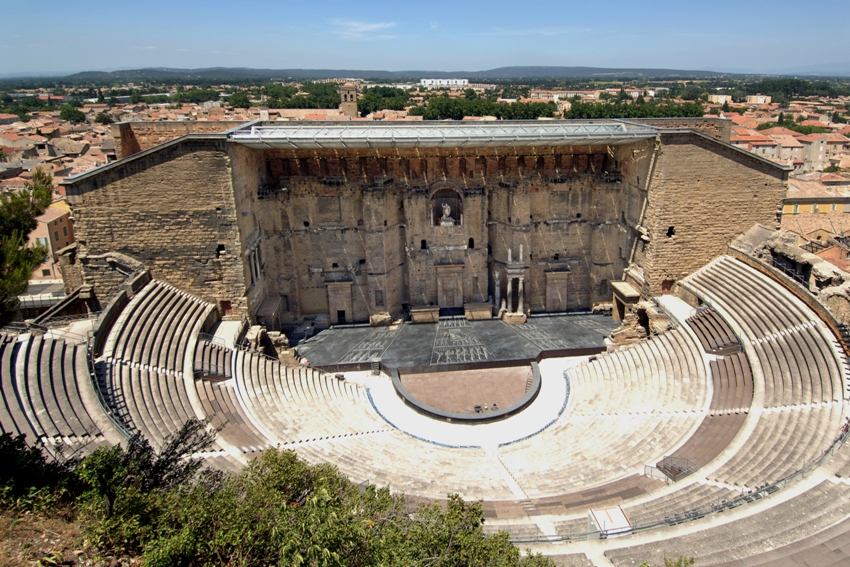
El Teatro romano de Orange (Francia) fue el escenario de uno de los conciertos más famosos de The Cure durante su etapa de transición publicado oficialmente con el título de The Cure in Orange.

A finales de 1982 el grupo publicó «Let's go to bed», una canción de carácter jovial y cierto aroma electrónico, que rompió con el carácter musical de la banda en sus primeros trabajos. Según palabras de Smith, «quería matar el carácter sombrío de los primeros discos de The Cure». A «Let's go to bed» le siguieron dos sencillos de carácter pop electrónico aún más acusado que el anterior, «The walk» y «The lovecats», ambos publicados en 1983. Este último fue un tema a ritmo de jazz basado en la película Los aristogatos. Ambos se convirtieron en los primeros éxitos comerciales de importancia de The Cure (números 12 y 7 en el Reino Unido, respectivamente). Debido al éxito cosechado por estas canciones, Smith pensó en relanzar la carrera del grupo. Estas canciones aparecieron compiladas con sus respectivas caras B en el álbum recopilatorio titulado Japanese whispers.
Durante el mismo 1983, Smith formó el supergrupo The Glove con el bajista de los Banshees, Steven Severin y editaron un único trabajo de pop psicodélico titulado Blue Sunshine, donde Smith cantó en alguno de los temas pese a que Fiction no le dejara por contrato. The Glove no editaría nada más y se disolvió poco tiempo después.
Tras varios conciertos con la nueva formación compuesta por el productor de su anterior disco Pornography, Phil Thornalley al bajo, al batería Andy Anderson, al guitarrista y saxofonista Porl Thompson, antiguo componente de la banda pre-Cure Malice, y al propio Smith a la guitarra, The Cure volvió a grabar nuevo material de estudio.
Este álbum fue The Top, disco en el que Smith asumió las tareas de compositor —junto a Tolhurst en algunos temas—, músico y productor. Además, Smith compartió su tiempo con el grupo Siouxsie And The Banshees colaborando en la grabación del álbum en vivo y video Nocturne e el álbum de estudio Hyæna. Durante la gira mundial de The Top, el grupo volvió a sufrir cambios en su formación: Andy Anderson salió del grupo por sus problemas con el alcohol y entró Boris Williams, antes parte de Thompson Twins.
Al finalizar la gira, el bajista Phil Thornalley también dejó el grupo y volvió Simon Gallup, tras reconciliarse con Smith. El reconocimiento por parte de la crítica y del público en general vino con la publicación en 1985 del disco The head on the door debido al éxito que obtuvieron los sencillos que de este se extrajeron como «In between days» y «Close to me».

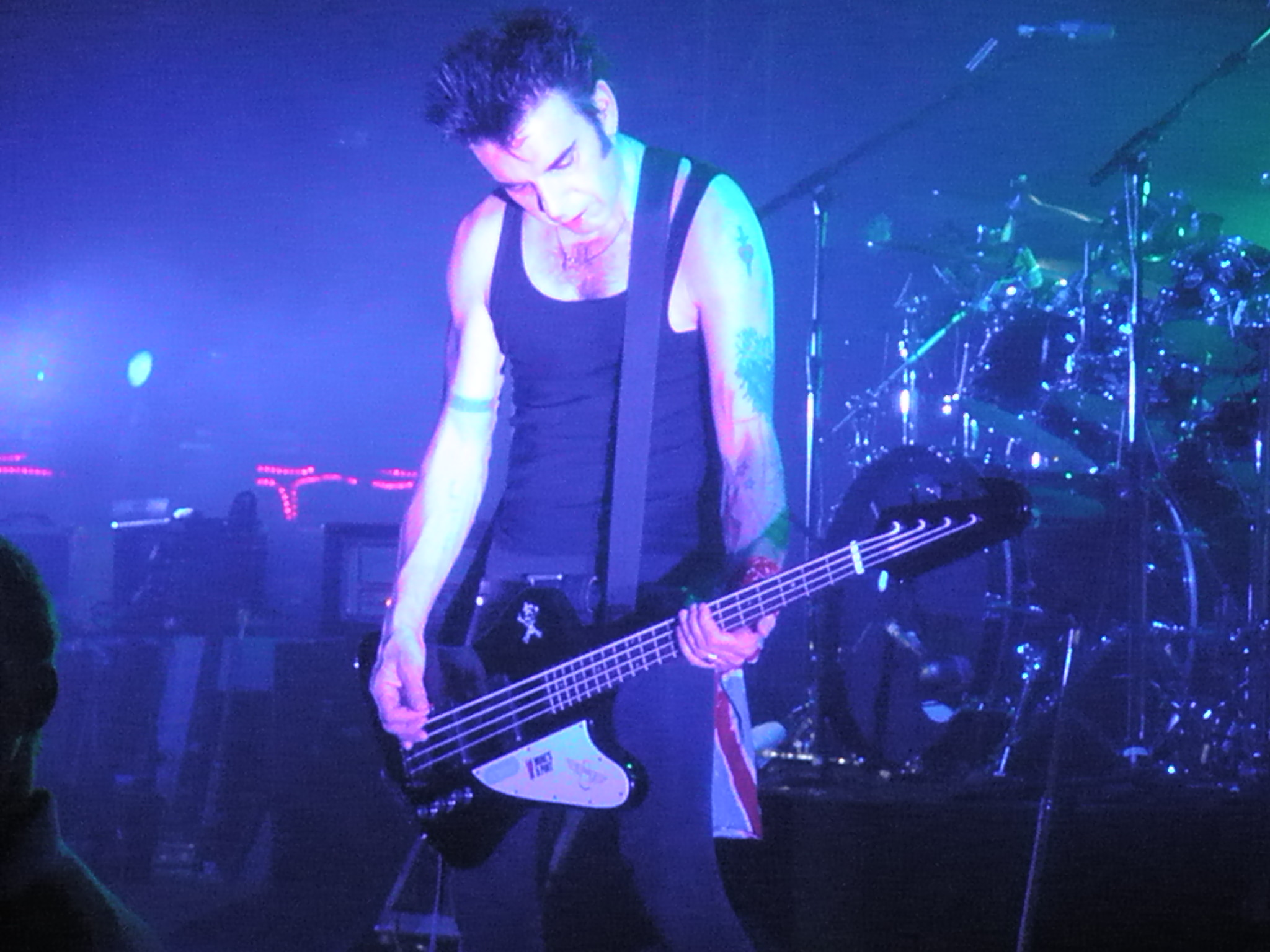
El bajista Simon Gallup (en la imagen, tocando en una actuación del grupo en 2008), es el miembro más longevo de The Cure junto con Robert Smith. Gallup se reincorporó a la banda en 1985 con la publicación del álbum The head on the door.

En 1986, con motivo del décimo aniversario de la formación de la banda, se publicó Standing on a beach, también titulado Staring at the sea en su versión de vinilo. En este álbum recopilatorio se recogieron todos los sencillos de la banda publicados entre 1978 y 1986.

### Éxito internacional:Kiss Me, Kiss Me, Kiss Me,DisintegrationyWish(1987-1993)
Un año más tarde, en 1987, The Cure lanzó el álbum doble Kiss me, kiss me, kiss me. Gracias a la creciente popularidad del grupo en ese momento, el trabajo alcanzó el número 6 en las listas del Reino Unido, y entró entre los cinco más vendidos en muchos otros países europeos. El disco ascendió hasta el puesto 35 en Estados Unidos, donde recibió un disco de platino. El primer sencillo extraído fue «Why can't I be you» al que siguió «Catch». El tercer sencillo, «Just like heaven» se convirtió en su mayor éxito hasta ese momento; además, fue el primero en entrar en el top 40 del Billboard Hot 100. Tras el lanzamiento del álbum, la banda se embarcó en la gira The kissing tour, que se convirtió en un rotundo éxito de público. No obstante, durante esa época, Lol Tolhurst tuvo problemas para tocar por sus excesivas adicciones. Para solventar el problema, la banda acudió con frecuencia a Roger O'Donnell, teclista de The Psychedelic Furs para sustituirle.
Terminada la gira en 1988, el grupo se tomó un año de descanso. Al año siguiente, The Cure lanzó Disintegration, con el que se retomó la estética oscura de anteriores trabajos como Faith o Pornography. Se convirtió inmediatamente en un éxito en Reino Unido y debutó en el tercer puesto de las listas de álbumes. Tres de los sencillos del disco, «Lullaby», «Lovesong» y «Pictures of you» se situaron entre los treinta más vendidos en varios países y el álbum se posicionó en el número 12 del Billboard 200. «Fascination street», el primer sencillo en ser publicado en este país, alcanzó el primer lugar en la lista American Modern Rock Chart. Por su parte, el tercero, «Lovesong»; alcanzó el segundo puesto del Billboard Hot 100. Tres años después de su lanzamiento, Disintegration ya había vendido más de tres millones de copias en todo el mundo.
Durante las sesiones de grabación de Disintegration, la banda se enfrentó abiertamente contra Lol Tolhurst. Estos hechos desembocaron en la salida de Tolhurst en febrero de 1989. Como resultado, Roger O'Donnell se convirtió en el único teclista del grupo. Smith se quedó de este modo como único miembro original que continuaba en la agrupación. A pesar de su salida, Tolhurst apareció en los créditos del álbum como el intérprete de «otros instrumentos». No obstante, algunos allegados a la banda, como el productor Dave Allen, opinaron que Tolhurst contribuyó más en las grabaciones de Disintegration que en las de los dos discos anteriores. La gira subsiguiente se denominó Prayer Tour. Su popularidad en Estados Unidos era ya de tal calibre por aquel momento que el grupo dejó de tocar en salas de conciertos para tocar en estadios en muchas ciudades de allí.
En mayo de 1990, Roger O'Donnell dejó la banda debido a problemas con algunos de sus compañeros, siendo sustituido por el técnico de guitarra de la banda Perry Bamonte, que también asumiría el puesto de guitarra rítmica en 1992 tras la publicación de Wish. En noviembre del mismo año The Cure editó una colección de remezclas titulada Mixed up, del que se extrajo una canción nueva, «Never enough», cuyo video musical fue el primero en presentar a Bamonte. Dicha compilación se posicionó en el número 14 de la Billboard 200.
En enero del año 1991 el grupo actuó dentro de la serie de conciertos MTV Unplugged. En ese mismo año The Cure recibió el Premio Brit a la mejor banda británica del año. También en 1991, Lol Tolhurst demandó a Robert Smith y a Fiction por el pago de sus derechos de autor. En la denuncia se incluyó también la aspiración de Tolhurst a compartir la propiedad del nombre «The Cure» junto con Smith. El juicio se resolvió en 1994 a favor del vocalista.
Dos años después de editar Mixed up, en 1992, la banda lanzó Wish, uno de sus discos con mayor cantidad de ventas. Wish fue número 1 en el Reino Unido y número 2 en los Estados Unidos. Los sencillos «High» y «Friday I'm in love» se convirtieron en éxitos internacionales. En dicho disco, el nombre de la banda se transformó de The Cure a simplemente Cure. No obstante, tal denominación no perduró, ya que se retomó el tradicional The Cure en su siguiente trabajo de estudio, Wild mood swings.
De la gira que acompañó al álbum, Wish tour, la banda extrajo dos trabajos en directo; Show y Paris publicados en septiembre y octubre de 1993, respectivamente. También en 1993, The Cure fue nominado al Grammy como mejor álbum de música alternativa por Wish.

### Transición y nueva formación:Wild Mood Swings,Bloodflowers(1994-2000)
Entre finales del Wish Tour y la producción de su siguiente álbum se produjeron varios cambios en la formación. A mediados de 1993, Thompson dejó la banda para unirse a la gira de Robert Plant y Jimmy Page de Led Zeppelin, Page and Plant, por lo que la alineación quedó establecida como un cuarteto. En noviembre de 1994, luego de diez años de labor, Williams salió de la banda, siendo la creación del patrón de batería de la canción «Jupiter Crash» su última contribución a la banda. En diciembre de 1994, O'Donnell se reintegró en los teclados,asumiendo Bamonte el puesto de guitarrista líder, mientras que Gallup tuvo que ausentarse por problemas físicos de salud. Debido a estos cambios las sesiones del décimo álbum de The Cure comenzaron con tan solo Smith y Bamonte presentes en el estudio. Williams fue sustituido a la batería por Jason Cooper, tras comprarse casualmente un número del NME y leer un anuncio anónimo. El padre de Cooper, que trabajaba en Virgin Records, era un aficionado de The Cure y le dio a su hijo una copia del Seventeen seconds que, según palabras del propio Cooper en la biografía de The Cure escrita por Jeff Apter, escuchó «extensivamente» y acabó por aficionarse a la banda de Robert Smith al igual que su padre.
En 1996, con esta nueva alineación, la banda editó Wild mood swings, disco de contenido heterogéneo en el que se advirtió una pérdida de sentido musical en la banda. Wild mood swings fue acogido con frialdad por la crítica, pero sobre todo por los tradicionales seguidores del grupo.
En 1997, la banda publicó un recopilatorio de sencillos titulado Galore, de algún modo continuador del disco Standing on a beach, publicado once años antes que este, y en el que se recogieron los sencillos publicados entre 1987 y 1997, desde «Why can't I be you» hasta los sencillos extraídos de Wild mood swings como «The 13th» o «Gone!». La colección contuvo un nuevo tema: «Wrong number», el primero en el que apareció Reeves Gabrels como guitarrista junto a Smith.
El limitado éxito artístico y comercial de Wild mood swings, unido al hecho de que tan solo faltaba un disco más para vencer su contrato con Fiction Records y a las malas críticas que el disco cosechó en revistas musicales especializadas como Rolling Stone o Melody Maker, hicieron que Smith se plantease, una vez más, terminar con la banda. En 1998, en este contexto, el grupo decidió posponer el lanzamiento de un álbum previsto para ese mismo año, de cara a componer un disco que, a modo de despedida, recogiera la cara más seria de The Cure. Fruto de este esfuerzo fue el álbum Bloodflowers, publicado dos años después, en 2000, con el que el grupo recuperó sus esencias oscuras de los ochenta y por las que obtuvieron la fama mundial. Para su composición, Smith volvió a inspirarse en su propia carrera y en sus vivencias, tal cual había hecho años antes con Pornography o Disintegration, para componer unas letras claramente autobiográficas. En palabras del propio vocalista, Bloodflowers cierra la trilogía oscura del grupo, iniciada con los dos álbumes anteriormente citados. La publicación de Bloodflowers vino acompañada por una extensa gira mundial bajo el título Dream tour. Dicha gira obtuvo un gran reconocimiento, tanto mediático como de público, con más de un millón de asistentes. El éxito del álbum, nominado al Grammy en 2001 como mejor álbum de música alternativa, y de su consiguiente gira, motivaron a Smith a reconsiderar su decisión de acabar con la banda que, por aquel entonces, tuvo clara su disolución definitiva.
En 2001, The Cure, tras finalizar su contrato, abandonó su tradicional sello discográfico Fiction Records para firmar con Geffen Records. Como despedida de Fiction, Smith accedió a la publicación de una recopilación de grandes éxitos, a condición de que el repertorio de canciones fuese elegido por él mismo. El resultado de este acuerdo fue el disco Greatest hits, que incluyó sencillos y otras canciones de toda su carrera desde 1978 a 2000. Como ocurrió con Galore, la compilación contuvo nuevo material; en este caso los temas «Cut here» y «Just say yes», este último cantado a dúo con la cantante Saffron del grupo Republica.
En 2003, Fiction publicó el DVD Trilogy, que incluyó dos conciertos en Berlín en los que The Cure interpretó en directo y en orden cronológico todas las canciones de los álbumes Pornography, Disintegration y Bloodflowers, única trilogía de la banda considerada oficialmente por Robert Smith.

### Últimos discos de rock duro:The Curey4:13 Dream(2004-2008)

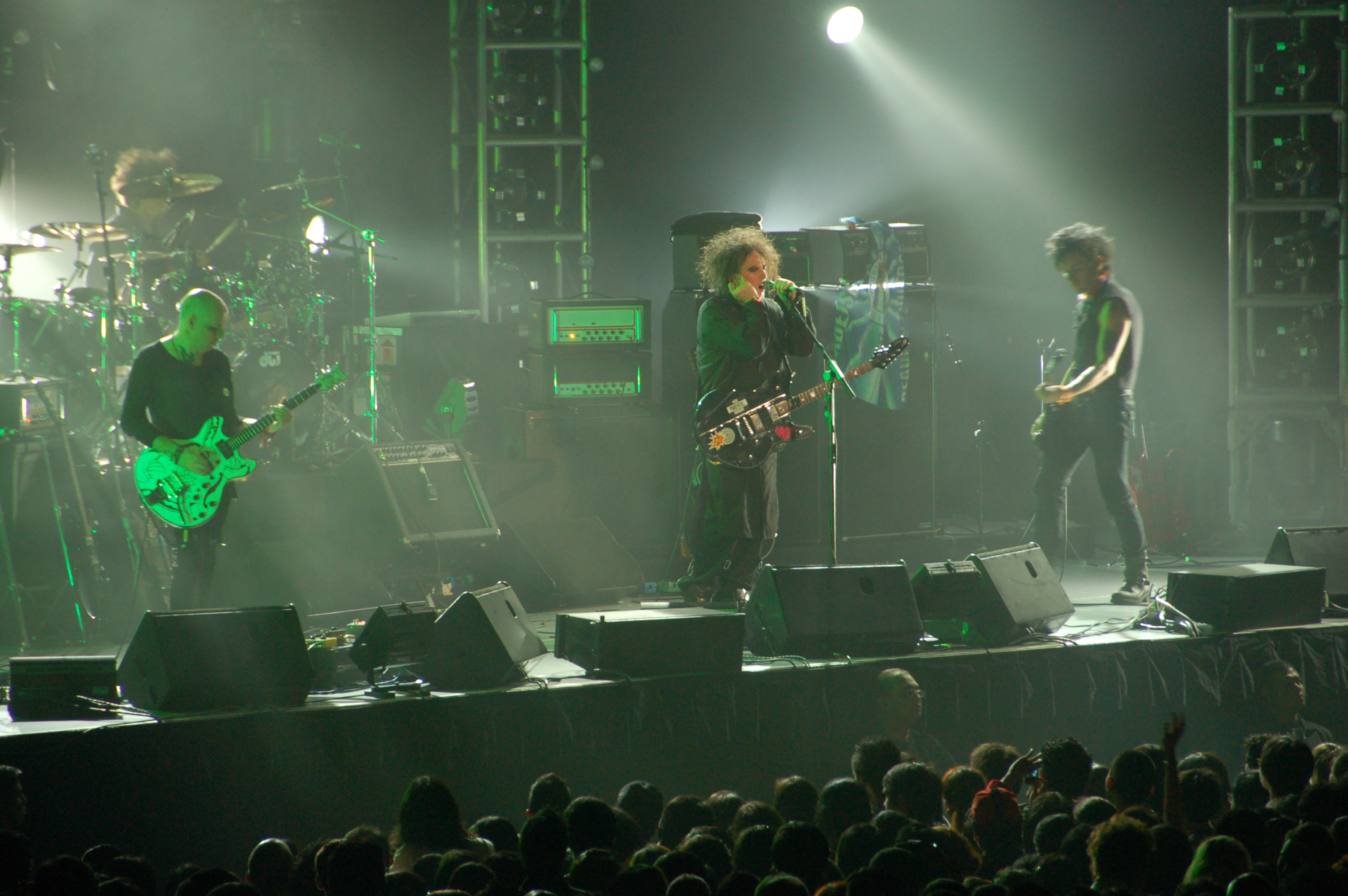
The Cure actuando en directo en Singapur en el año 2007.

En 2004, ya con Geffen, tras varios proyectos paralelos, el grupo de Robert Smith lanzó su trabajo homónimo: The Cure. De carácter variado como Wild mood swings, fue bien recibido por la crítica especializada, aunque no tanto por el público en general. Sin embargo, Smith argumentó que la decisión de titularlo de manera homónima fue porque, una vez más, creyó que este pudo haber sido su álbum definitivo, alentado por la idea del productor Ross Robinson de «grabar el álbum definitivo de The Cure». Ese mismo año, Fiction lanzó un nuevo recopilatorio llamado Join the dots, en el que se publicaron todos los lados B publicados por The Cure, desde su primer sencillo «Killing an Arab» editado en 1978, cuyo lado B fue «10:15 saturday night», hasta «Signal to noise», lado B del sencillo «Cut here». Además, en esta recopilación también pudo encontrarse mucho material inédito que la discográfica histórica de la banda aún poseía en sus archivos y que Smith decidió publicar a modo de despedida con Fiction.
Tras una gira mundial centrada en actuaciones en festivales, a mediados de 2005 el guitarrista Perry Bamonte y el teclista Roger O'Donnell dejaron la banda debido a discrepancias con Smith poco antes del inicio de la extensa gira europea. Ese mismo año, el grupo reclutó tras doce años de ausencia de nuevo a Porl Thompson con lo que la formación volvió a quedar establecida otra vez como cuarteto, hecho que no ocurría desde 1994, y sin la presencia de un teclista.
Durante la gira europea de 2008, la banda comenzó a mostrar públicamente canciones de su último disco en estudio hasta la fecha, 4:13 dream. El disco se previó inicialmente para noviembre de 2006, pero finalmente fue lanzado el 28 de octubre de 2008. Recibió críticas muy flojas en la prensa especializada, pero a diferencia de su anterior álbum homónimo, este trabajo tuvo una mejor aceptación entre sus seguidores y el público en general; canciones como «The hungry ghost» o «This. Here and now. With you» recibieron elogios por parte de la crítica. El lanzamiento del álbum fue precedido por el de los sencillos «The only one», publicado en mayo, «Freakshow», en junio, «Sleep when I'm dead», en julio y, por último, «The perfect boy», en agosto, todos los decimoterceros días del mes de su publicación.
Smith alegó que 4:13 dream sería un álbum doble, aunque finalmente apareció en formato de un único disco, a lo que el vocalista argumentó: «Estaba de acuerdo en vender la versión doble por el precio de un solo álbum, porque siento que esto es lo que debería haber sido pero es casi imposible editar un disco doble en la actualidad... Ingenuamente pensé que mi posición como artista era dejar a un lado todas las objeciones, pero el mundo se vuelve cada vez más comercial».

### Disco fallido y cuarenta años de carrera (2013-actualidad)

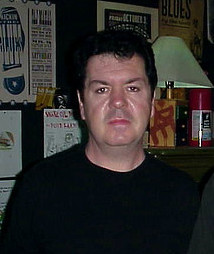
Lol Tolhurst se reunió con The Cure para interpretar las canciones del álbum Faith a modo de homenaje y como reconciliación con Smith.

Entre junio y noviembre de 2011, The Cure dio una serie de diez conciertos retrospectivos de su primera época post-punk titulados Reflections en la Casa de la Ópera de Sídney (Australia), el Royal Albert Hall (Londres), el Pantages Theatre (Los Ángeles) y el Beacon Theatre (Nueva York) encadenados por una especie de línea temporal. Al empezar los conciertos, Robert Smith decía: «Bienvenidos a 1979» y a continuación la banda interpretaba íntegramente sus discos Three imaginary boys, Seventeen seconds —junto a Roger O'Donnell a los teclados— y Faith —con Lol Tolhurst a los teclados y la percusión—. Así se cerraba la brecha abierta entre los cofundadores (Tolhurst y Smith) en 1989, durante las sesiones de grabación del álbum Disintegration. La agrupación terminaba esta serie de conciertos retrospectivos con algunas canciones de esa época como «Charlotte sometimes», publicada como sencillo en 1981, no incluida en Faith. Por aquel entonces también se supo que Roger O'Donnell regresaba oficialmente como teclista.
En septiembre de 2011, The Cure fue nominado para ingresar en el Salón de la Fama del Rock and Roll, aunque finalmente no fue admitido.
El 5 de diciembre de 2011, salió a la venta, en formato doble, un concierto grabado el 11 de septiembre, justo en mitad de la gira Reflections, titulado Bestival live 2011, donde The Cure interpretó un concierto benéfico a favor de las juventudes necesitadas de la Isla de Wight (Inglaterra). El grupo aprovechó este evento para publicar su quinto álbum en directo, cuyos beneficios fueron íntegramente hacia dicha causa altruista.
Durante el verano de 2012, el grupo fue cabeza de cartel de festivales europeos destacados como el Primavera Sound de Barcelona, el BBK de Bilbao (España) o el Reading & Leeds (Inglaterra).
Durante el mes de abril de 2013, The Cure hizo de nuevo una gira por América Latina tras un periodo de veintiséis años de ausencia. Esta gira marcó sus primeras actuaciones en Paraguay, Chile, Perú y Colombia, por segunda vez en Argentina (1987 y 2013) y por tercera vez Brasil (1987, 1996 y 2013).
Desde el año 2013 ha quedado pendiente un nuevo disco de The Cure, llamado 4:14 Scream a modo de continuación de 4:13 Dream. Sin embargo, se ha visto continuamente postergado y no tiene fecha posible de publicación, a 13 años del último disco.
El 29 de marzo de 2019, The Cure logró ingresar en el Salón de la Fama del Rock and Roll, que es la máxima institución dedicada a preservar a los artistas más famosos e influyentes en la industria musical a través del género del rock. Durante el acto, que congregó a los actuales y algunos de los antiguos miembros de la banda, Robert Smith aceptó el premio en representación del grupo y en su discurso recordó a todos los componentes que pasaron a lo largo de los cuarenta años de historia de The Cure.
“He luchado más al terminar las letras a estas nuevas grabaciones para The Cure que en cualquier otro momento. Hemos grabado 20 canciones raras y he escrito nada. Digo, escribo bastante, pero luego lo miro y pienso, ‘Esto es una basura’. La dificultad es que me he convertido en alguien muy autocrítico. [...] El nuevo material es muy emocional; son diez años de vida destilados en un par de horas de cosas intensas”.
—Robert Smith para The Times (2021).
El 2 de marzo de 2022 Robert Smith asistió a los premios NME Awards de 2022, donde fue entrevistado y habló de que la banda estaba trabajando en dos discos de diez canciones respectivamente, además de revelar que el título del primer de estos dos discos se llama Songs of a Lost World. Sobre el proyect, Smith comenta: “Hemos estado trabajando en dos álbumes de The Cure y uno de ellos está terminado, pero desafortunadamente es el segundo, así que el primero todavía está en proceso”.
El 3 de febrero habían anunciado su gira europea Cure Tour Euro '22 la cual comenzó el 6 de octubre en Arena Riga, Letonia, donde tocaron dos canciones de este nuevo disco en camino: «Alone» y «End Song», nombres filtrados mediante la setlist del concierto a través de Twitter.
En septiembre de 2024 se lanzó el sencillo "Alone", que será parte del disco "Songs Of A Lost World".

## Estilo

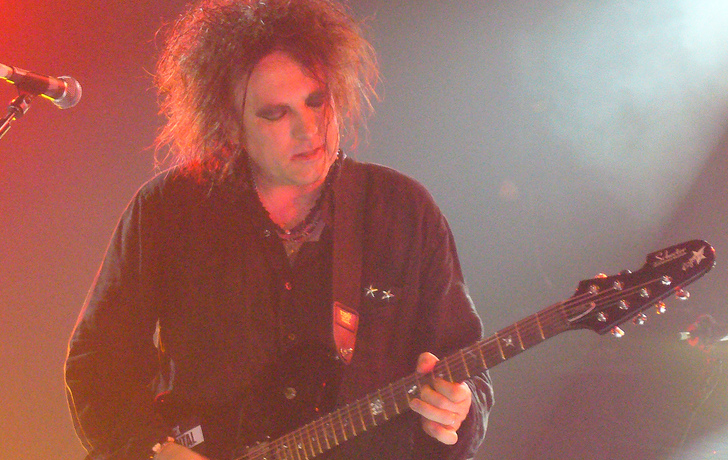
El cantante y compositor Robert Smith ha marcado el estilo musical de The Cure desde sus inicios en 1978, orientando la banda siempre hacia un sonido de rock alternativo.

La banda surgió en la vanguardia de la escena post-punk británica junto a grupos como Siouxsie And The Banshees, y Joy Division. Este cuarteto de bandas heredaron el estilo del punk de anteriores formaciones inglesas como Sex Pistols o The Clash, y llevaron ese sonido de rebeldía un paso más allá, cada uno a su manière de faire, dentro del subgénero gótico.
Smith siempre ha sido reacio a categorizar el estilo de The Cure en una sola corriente musical, aunque lo cierto es que fueron, junto a otras agrupaciones como Siouxsie and the Banshees, Bauhaus o Joy Division, una de las bandas que pusieron las semillas de rock gótico y de la dark wave a finales de la década de 1970 con su «trilogía gótica» de álbumes conceptuales Seventeen seconds, Faith y Pornography. Estos grupos, herederos del punk rock, desarrollaron lo que se llamó post-punk —en inglés este movimiento se denominó afterpunk— y mostraron claras tendencias contraculturales. Así pues, los primeros trabajos de The Cure se gestaron dentro de esa rebeldía post-punk: desde Three imaginary boys, pasando por la citada trilogía, hasta 1983 con la publicación del álbum recopilatorio Japanese whispers, que recogió algunos de los últimos temas oscuros de su primera época como «Lament» o «Just one kiss». Japanese whispers marcó una reorientación radical con respecto al sonido oscuro que popularizó a The Cure, al principio de la década de 1980, con sencillos alegres y vitalistas como «Let's go to bed» o «The lovecats». Estos temas redirigieron la carrera del grupo hacia melodías bailables y de clara tendencias pop, de aires electrónicos semejantes a los que popularizaron al grupo Depeche Mode, con los que fueron emparentados desde entonces.

### La primera era de Porl Thompson
En ese ambiente de cambios, Robert Smith compuso The Top, un álbum irregular y con claras muestras de desorientación en el enfoque compositivo, con canciones marcadas por la psicodelia que arrastraba Smith tras la producción de Blue sunshine, único trabajo musical del grupo que formó en 1983 junto al bajista de los Banshees, Steve Severin llamado The Glove. Pero lo más importante de The top fue que incorporó oficialmente al multi-instrumentista, Porl Thompson en los directos de la banda, y que marcó una influencia notable en el sonido de la agrupación hasta su salida en 1993 tras la publicación de Show. The top, asimismo, aún recogió canciones de corte post-punk como «Shake dog shake» o «Give me it».
Después del lanzamiento de The top y el retorno de Simon Gallup como bajista, The Cure produjo dos de sus álbumes más exitosos a nivel comercial: The Head on the Door y Kiss Me, Kiss Me, Kiss Me, discos que llevaron al grupo al estrellato mundial con temas como «Close to Me» o «Just Like Heaven». Estas canciones convirtieron a The Cure en una de las bandas mainstream de la década de 1980 junto a formaciones como los irlandeses U2 o Depeche Mode. Ambos discos, emparentados por sus melodías alegres, el uso de secciones de viento y de ritmos bailables próximos al ska jazz recogieron otros sencillos de éxito como «In Between Days», «Why Can't I Be You?» o «Hot Hot Hot!!!».
Tras esos discos, Smith decidió volver a los orígenes más oscuros de The Cure para componer en 1989 la que está considerada su obra maestra, Disintegration, cuya decisión fue duramente criticada por su discográfica de entonces, Fiction Records, que lo calificó como «suicidio musical». El vocalista no solo demostró a su discográfica que se estaba equivocando en sus valoraciones previas respecto al disco, sino que The Cure alcanzó la cima de su popularidad con la composición de este trabajo. Disintegration fue una hábil combinatoria entre melodías pop tales como «Pictures of you» o «Lovesong» con ritmos más sombríos y densos como «Lullaby» o «The same deep water as you». Con este álbum, The Cure alcanzó unas altas dosis de lirismo en sus composiciones tanto musicales como textuales, donde Smith rescató la idea de sus primeros discos conceptuales al estilo de Pornography, animado en componer su verdadera obra maestra antes de cumplir los treinta años.
Tras el éxito de Disintegration (número 3 en Reino Unido y 12 en Estados Unidos), The Cure publicó el 21 de abril de 1992, día del trigésimo tercer cumpleaños de Smith, su disco más exitoso hasta la fecha, Wish. Más accesible que su antecesor, Wish continuó por el sendero musical atmosférico y oscuro, pero con canciones de clara tendencia shoegaze, un estilo musical alternativo surgido a principios de los años 1990 en Inglaterra, Smith, tras descubrir el disco Loveless, declaró: «My Bloody Valentine fue la primera banda que escuché que claramente se cagaban en nosotros, y su álbum Loveless está entre mis tres favoritos de todos los tiempos. Es el sonido de alguien que es tan impulsivo que está demente. Y el hecho de que gastaran tanto tiempo y dinero en esto es excelente». Nuevamente, el intérprete reorientó el sonido de la banda hacia unas tendencias más alternativas que comerciales, así como fueron sus comienzos. Pese a ello, el disco contenía éxitos comerciales pop como «Friday I'm in love» o «A letter to Elise» que supo alternar con canciones más atmosféricas y góticas como «To wish impossible things» o «Apart». Por otro lado, el cuarteto de canciones claramente de tendencia shoegaze: «Open», «From the edge of the deep green sea», «Cut» y la clausural «End» volvieron a posicionar a The Cure como banda referente de la escena alternativa británica.

### La época de Perry Bamonte
En 1993, después de la publicación de dos discos en directo derivados de la era Wish, Show y Paris, Porl Thompson dejó la banda para unirse a la de Robert Plant. Perry Bamonte, que entró a formar parte del grupo oficialmente en 1990 con el sencillo «Never enough», pasó a ser el segundo guitarrista. Bamonte imprimió un estilo elegante, sencillo y sin demasiados artificios a las seis cuerdas.
El siguiente disco, Wild mood swings, resultó un fiasco a nivel de público y fue pésimamente acogido entre la crítica especializada. Anthony Decurtis, de Rolling Stone, parafraseando irónicamente el título del álbum, dijo que «Nada hay de “salvaje” en Wild mood swings». Steve Lyon, quien se encargó de la producción del disco junto con Smith, le declaró sinceramente al cantante el poco entusiasmo que sentía por grabar con la banda, aunque fue precisamente eso lo que acabó motivando al vocalista: «Quería a alguien que no se sintiera intimidado por mi pasado». Los críticos se ensañaron con la heterogeneidad del álbum y su falta de coherencia, y definieron canciones como «Jupiter crash» o «The 13th» como «aburridas» y «horrendas», respectivamente. Pese a las malas críticas recibidas, Wild mood swings recoge algunos momentos remarcables de la discografía de los ingleses como «Want» o «This is a lie».
Bloodflowers se planteó como el último álbum de estudio que The Cure grabaría con Fiction Records. Asimismo, se especuló con la idea de que fuera el último álbum de la banda. Según declaraciones del propio Smith a la prensa de la época: «Sea o no nuestro último álbum, es un buen momento para parar». Inicialmente planeado para ser publicado durante la primavera de 1998, su publicación se retrasó hasta febrero de 2000 por diversos motivos, el principal fue porque Smith quería una despedida digna tras las malas críticas de Wild mood swings. Con Bloodflowers, The Cure regresó, según las críticas, a «su temática de reflexión y melancolía existencial, confluyendo emocionalidad y sapiencia en la construcción de atmósferas sugerentes». Además, este álbum fue el retorno a sus líneas oscuras continuadas conscientemente desde Disintegration. Aunque oficialmente no se publicó ningún sencillo de adelanto, «Out of this world» y «Maybe someday» fueron las canciones promocionales que se extrajeron para las radios comerciales. El disco tuvo mayor aceptación que su predecesor y la crítica aplaudió la decisión de Smith de volver a los orígenes oscuros de la banda. En las canciones se siente el esfuerzo del cantante y letrista por hacer un disco de The Cure de corte clásico.
Cuatro años más tarde, la banda editó nuevo material junto al productor Ross Robinson, especializado en la producción de grupos de nu metal como KoЯn, Slipknot o Deftones. Aunque Smith no se sintiera especialmente atraído por ese estilo musical, Robinson le confesó en una entrevista que una de las cosas que le gustaría hacer antes de morir era grabar un disco con The Cure. La fascinación que Robinson sentía por ellos animó al intérprete a grabar su álbum homónimo, The Cure, disco en el que resonó el lado más heavy del grupo. Grabado casi de una toma y sin apenas postproducción, el álbum fue recibido en general de manera positiva por la mayoría del público y de la crítica, aunque hubo cierta parte de la prensa especializada que acusó a Robinson de llevar a la agrupación hacia un terreno —el nu metal— al que nunca había pertenecido. Las canciones que más destilaron esa nueva orientación heavy de la banda fueron «Us or them», «Before three» o «The promise», mientras que «Lost» o «Anniversary» devolvieron a The Cure a sus raíces más oscuras y atmosféricas.

### La segunda era de Porl Thompson

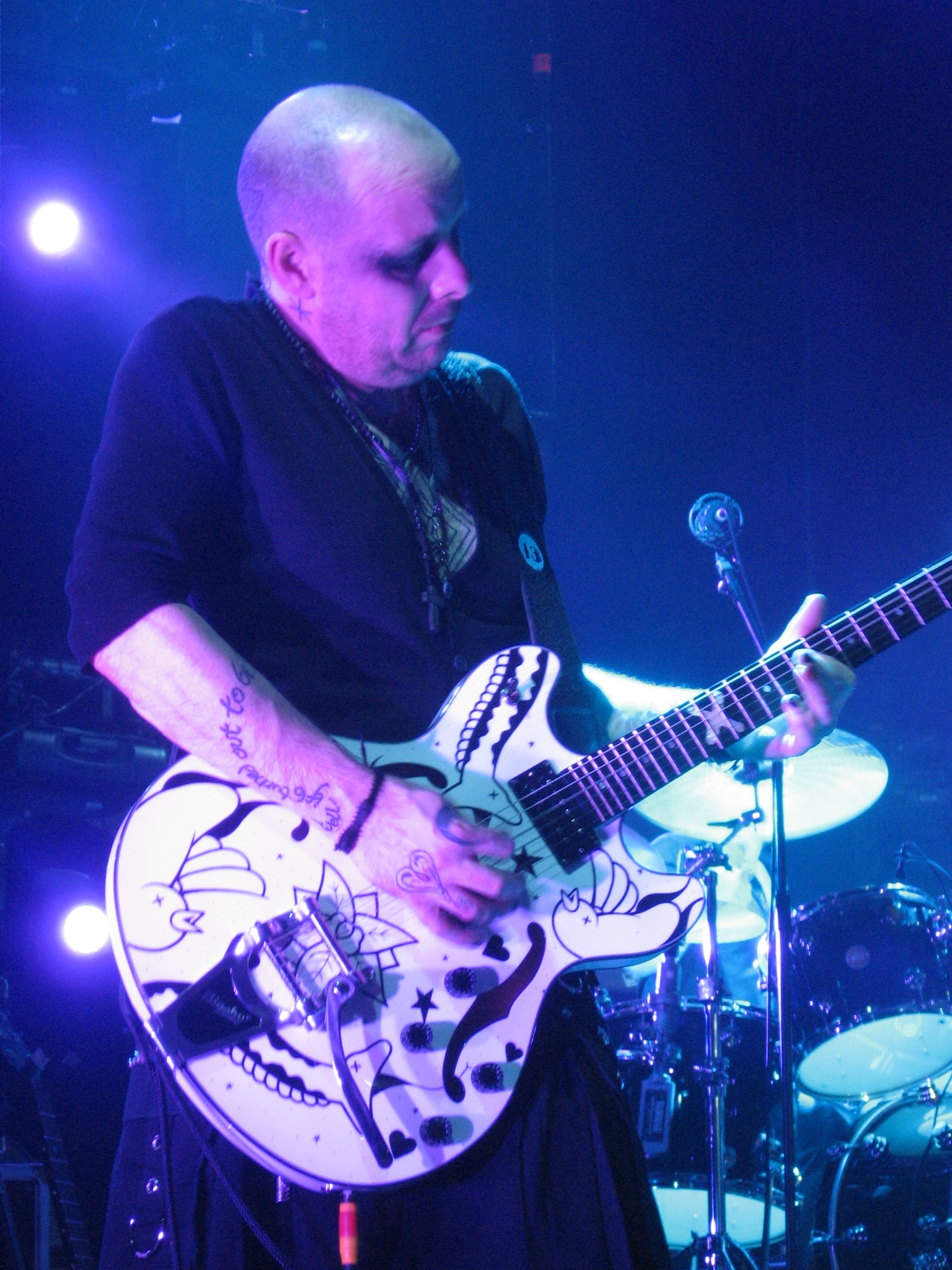
Porl Thompson en Suecia en 2007. Su regreso a The Cure en 2005 endureció el sonido de la banda, hasta su salida definitiva en 2011.

En su último trabajo de estudio, 4:13 dream, producido por Robert Smith junto a Keith Uddin, The Cure siguió explorando conscientemente esa línea de rock duro iniciada en su anterior trabajo. La salida de Roger O'Donnell y de Perry Bamonte, y el retorno de Porl Thompson como guitarrista potenció, con sus virtuosismos, esa nueva orientación en el sonido de la banda en temas como «Switch» o «It's over». La crítica dijo de 4:13 dream que «fue un disco que estuvo rodeado de demasiadas canciones a medias y sin forma definida, sonidos incoloros y carente de espíritu».

### La etapa de Reeves Gabrels

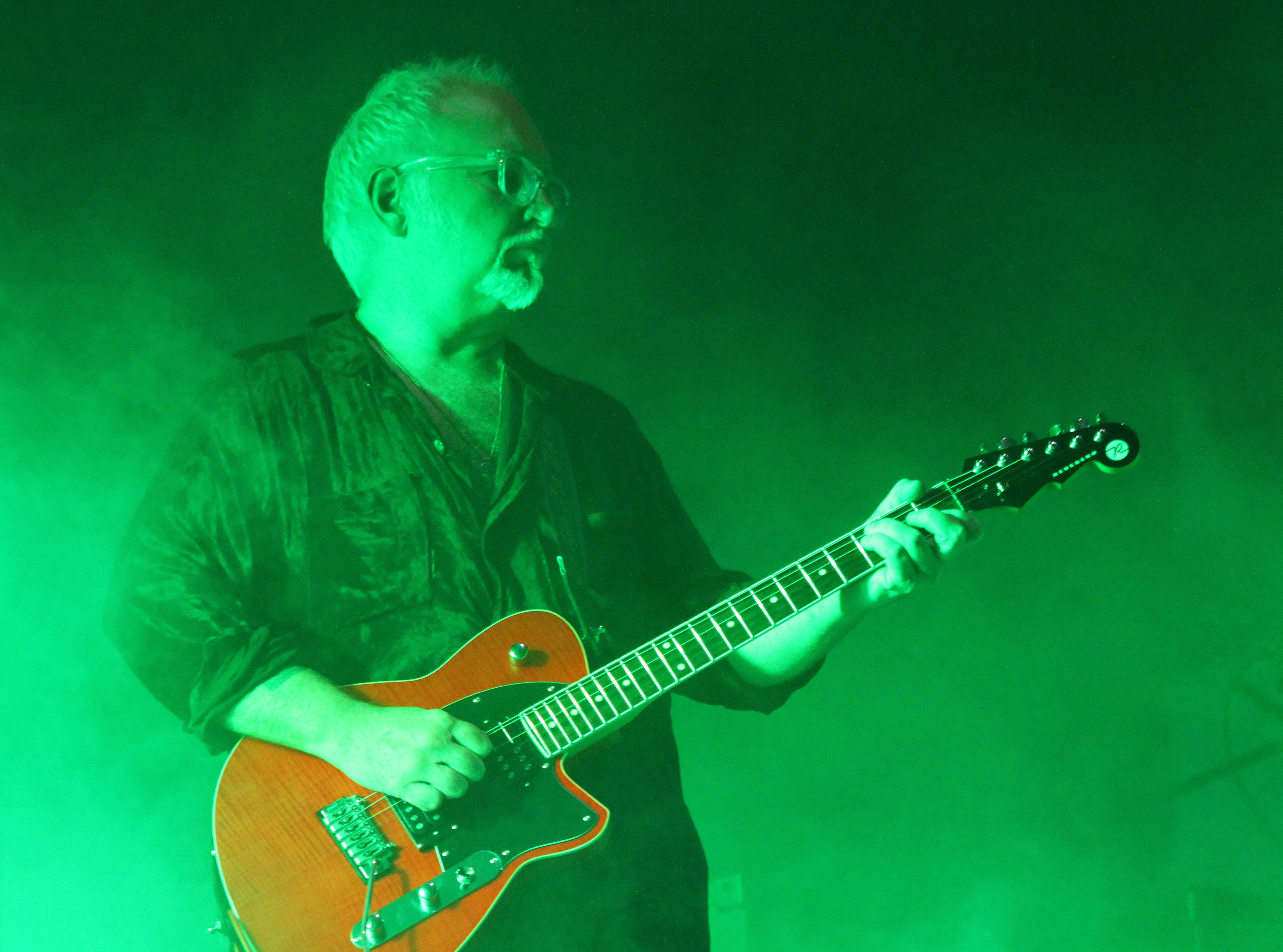
Reeves Gabrels fue el último guitarrista con el que la banda contó oficialmente. Gabrels en 2012 (en la imagen) durante un concierto de The Cure en el Frequency Festival (Austria).

El futuro de la banda resulta incierto. La versión oscura del 4:13 dream, conocida como dark album, aún no se ha publicado. El disco se tituló provisionalmente: 4:14 scream, pero Smith ha permanecido reacio a publicar material antiguo grabado con Thompson tal y como declaró en un comunicado oficial, donde dijo: «En 2009, Porl Thompson dejó la banda y esa versión de The Cure terminó para siempre».
En 2012, Reeves Gabrels, guitarrista acompañante de David Bowie y con el que Robert Smith colaboró en el pasado en la grabación de sencillo «Wrong number» además del grupo COGASM, entró a formar parte de la banda como segundo guitarrista tras reemplazar en los directos a Thompson. Gabrels imprimió un carácter más roquero a las canciones tocadas en directo.
En 2016 The Cure sale de gira mundial nuevamente (después de 2008) por Estados Unidos y Europa, con nuevo set de temas, rarezas, lados-B ("Too Late" y "This Twilight Garden") y nuevos temas ("Step into the Light" y "It can never be the same"), con 35 fechas confirmadas en Estados Unidos (con 3 shows vendidos en Los Angeles Hollywood Bowl y 3 Madison Square Garden en NY), y otras 34 fechas en Europa.

## Influencia

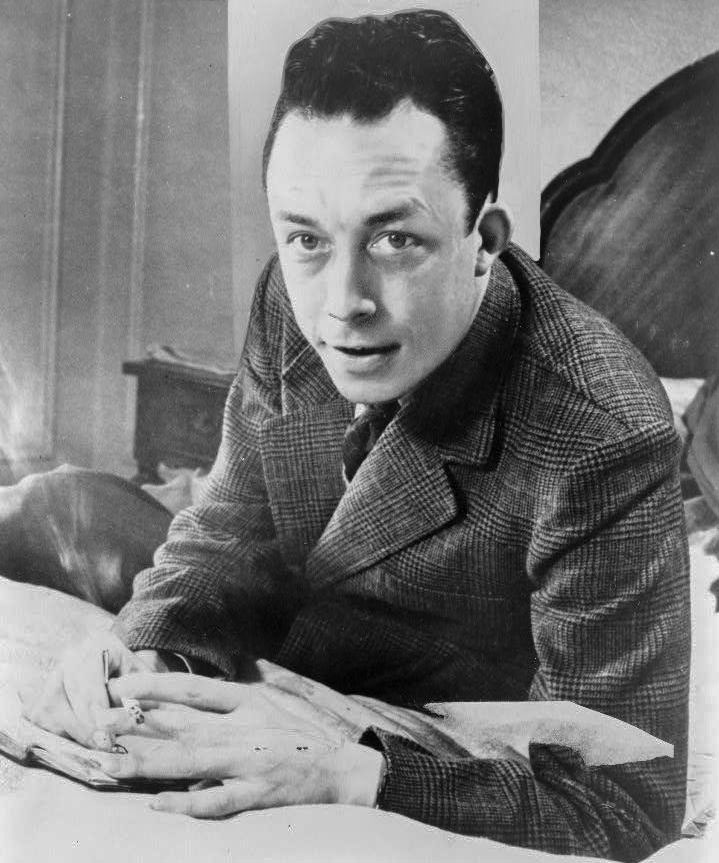
Albert Camus fue uno de los escritores cuyas obras inspiraron algunas canciones a Robert Smith. Su novela El extranjero inspiró la canción «Killing an Arab».

Robert Smith, hijo de una familia feliz, aunque de imaginación invadida por cosas más profundas y oscuras, fue desde sus inicios musicales un intelectual inquieto. «Leí libros —dijo Smith— sobre la desesperación y la desintegración que quizás no debí haber leído». Gran admirador de escritores como Albert Camus, Jean-Paul Sartre o Franz Kafka, esa corriente de literatura existencialista influyó definitivamente los primeros discos de The Cure; desde Three imaginary boys pasando por su «trilogía gótica» (Seventeen seconds, Faith, Pornography), son álbumes donde mejor se nota esa inquietud existencialista desarrollada musicalmente por Smith.
Entre los músicos de los años 70 que influyeron a la agrupación destacan Jimi Hendrix, Álex Harvey y los irlandeses Thin Lizzy, a quienes versionaron en sus inicios. Smith reconoció además haber recibido una gran influencia de los Beatles, uno de los grupos favoritos de su hermana Margaret, que escuchaba a través de la puerta de su habitación. En palabras del propio de Smith: «Escuchaba «Help!» y pensaba que el mundo podría ser un lugar mejor». Por otro lado, el vocalista, fiel admirador de David Bowie, se inspiró en el tono y el estilo de «Warszawa», tema del disco de 1977 Low, para componer los primeros acordes de «A reflection», incluido en Seventeen seconds. Después de su primer álbum de estudio, Robert Smith cambió de dirección musical y citó a los primeros Siouxsie And The Banshees como una "influencia masiva". "Ellos fueron el grupo que me llevó a hacer Pornography. Smith también citó a Wire como una banda que admiraba.

## Legado
Entre las formaciones que surgieron influenciadas por el legado de The Cure, puede hacerse una larga lista de grupos de rock alternativo e indie encabezada por la neoyorquina Interpol, banda post-punk revival cuyo exbajista, Carlos Dengler, es un declarado fanático de Simon Gallup en su modo de tocar el bajo. Además, Paul Banks, líder y compositor, ha manifestado haber sido influenciado por The Cure y por la figura de Smith desde una edad temprana.

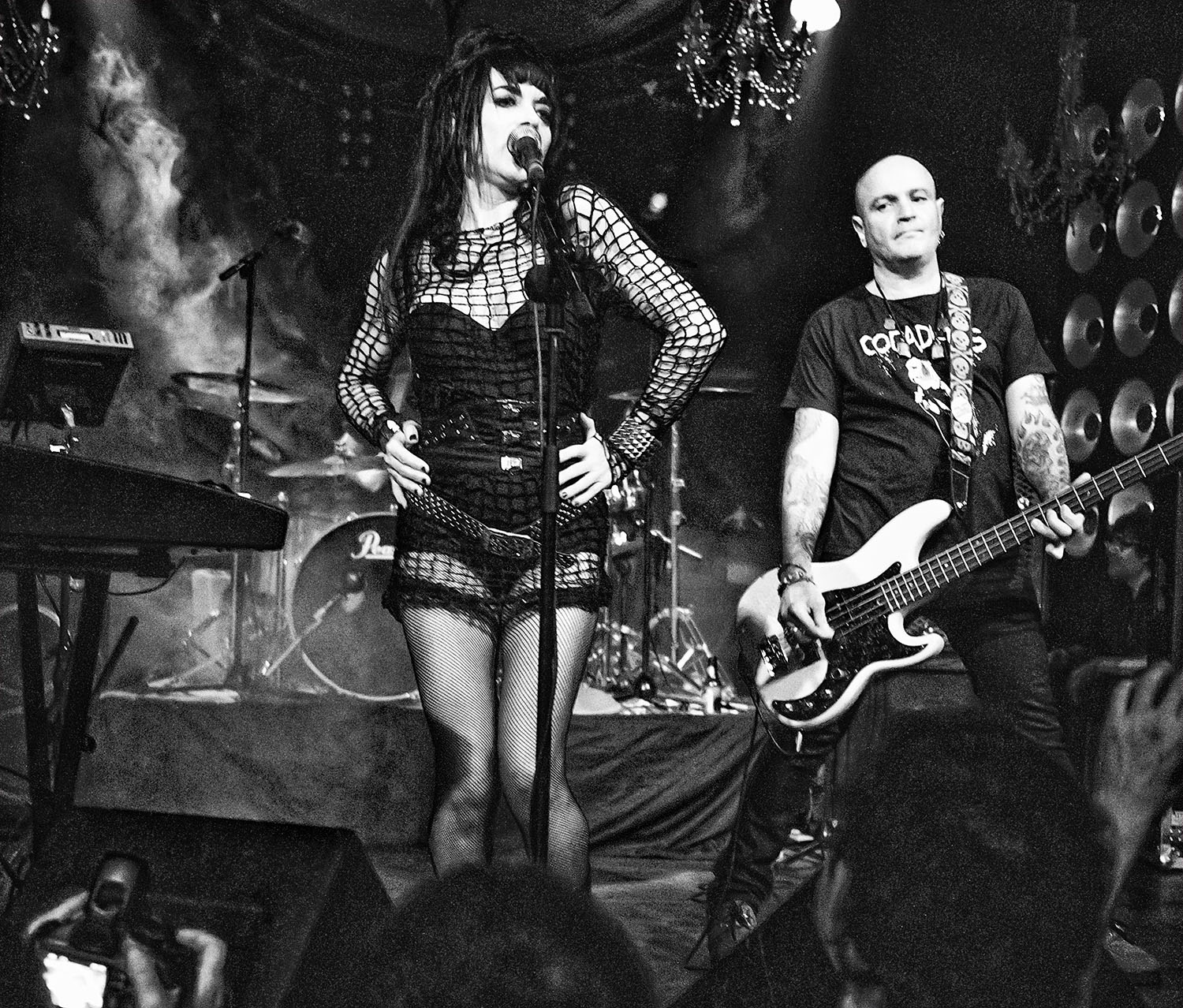
La exintegrante de Alaska y los Pegamoides y de Parálisis Permanente, Ana Curra (en la imagen durante El Acto, 2012), referente de la movida madrileña de los años ochenta, estuvo a los teclados en ambas formaciones, influenciadas por la época siniestra de The Cure.

The Essence, grupo neerlandés de rock gótico surgido a mediados de los años 1980, gozó de una relativa fama por haber sido calificado como «banda clon de The Cure».
Otras formaciones de indie rock que recibieron la influencia de The Cure, han sido (o no) grupos estrechamente relacionados con la banda de Smith como, por ejemplo, Mogwai, The Rapture, Slowdive,Ride, The Cranes, 65daysofstatic, o Crystal Castles, todos ellos tocados de alguna manera por la mano de Smith.
También son numerosos los grupos de habla hispana que han recibido la influencia de la música y la estética de The Cure. Entre ellos se encontrarían artistas como Alaska y los Pegamoides, Parálisis Permanente o grupos como Héroes del Silencio. Entre los latinoamericanos, por su parte, podemos mencionar a los argentinos Soda Stereo, los mexicanos a Caifanes y a las agrupaciones chilenas Upa!, La Ley o Lucybell en sus inicios.

## Discografía
- Three Imaginary Boys. Álbum de estudio, 1979.
- Seventeen Seconds. Álbum de estudio, 1980.
- Faith. Álbum de estudio, 1981.
- Pornography. Álbum de estudio, 1982.
- Japanese Whispers. Álbum de recopilación, 1983.
- The Top. Álbum de estudio, 1984.
- Concert: The Cure Live. Álbum en vivo, 1984.
- The Head on the Door. Álbum de estudio, 1985.
- Standing on a Beach - The Singles. Álbum de recopilación, 1986.
- Kiss Me, Kiss Me, Kiss Me. Álbum de estudio, 1987.
- Disintegration. Álbum de estudio, 1989.
- Mixed Up. Álbum de remixes, 1990.
- Wish. Álbum de estudio, 1992.
- Paris. Álbum en vivo, 1993.
- Show. Álbum en vivo, 1993.
- Wild Mood Swings. Álbum de estudio, 1996.
- Bloodflowers. Álbum de estudio, 2000.
- The Cure. Álbum de estudio, 2004.
- Join the Dots. Álbum de recopilación, 2004.
- 4:13 Dream. Álbum de estudio, 2008.
- Hypnagogic States. EP de remixes, 2008.
- Bestival Live 2011. Álbum en vivo, 2011.
- Curaetion-25: From There to Here, From Here to There. Álbum en vivo, 2019.
- Songs of a Lost World. Álbum de estudio, 2024.

## Giras
| - 1979: Gira sin nombre y Three Imaginary Boys Tour - 1979: The Future Pastimes Tour - 1980: Seventeen Seconds Tour - 1980: Get a Dose of The Cure Tour (gira en Oceanía) - 1980: The Primary Tour - 1981: The Picture Tour - 1981: Gira de ocho apariciones - 1982: Fourteen Explicits Moments Tour y The Pornography Tour - 1983: Gira de festivales en Estados Unidos - 1984: The Top Tour - 1985: The Head Tour - 1986: The Beach Party Tour - 1987: Gira por América del Sur - 1987: The Kissing Tour - 1989: The Prayer Tour - 1990: The Pleasure Trips - 1991: Mini-gira por Londres - 1992: Wish Tour - 1993: Concierto de Great Xpectations - 1995: The Team Tour | - 1996: The Swing Tour - 1997: Festivales de Estados Unidos y Radio Festivals Tour - 1998: Summer Festivals - 1999: Concierto en Hard Rock Live NY - 2000: Conciertos promocionales del Bloodflowers y The Dream Tour - 2001: Conciertos en Dinamarca y en Francia - 2002: Summer Festivals - 2002: Concierto del Trilogy - 2003: California Invasion 2003 y Charity - 2004: Summer Festivals, Festival Curiosa y Gira por México - 2005: Summer Festivals - 2006: Teenage Cancer Trust - 2007-2008: 4Tour - 2009: NME Awards Big Gig y Festival Coachella - 2011: Reflections y Bestival Live - 2012: Summer Cure Tour - 2013: LATAM Tour, The Great circle tour y Autumn Cure Tour - 2014: Teenage Cancer Trust II - 2016: The Cure Tour 2016 - 2022: Cure Tour Euro 22 |

## Miembros
Miembros actuales

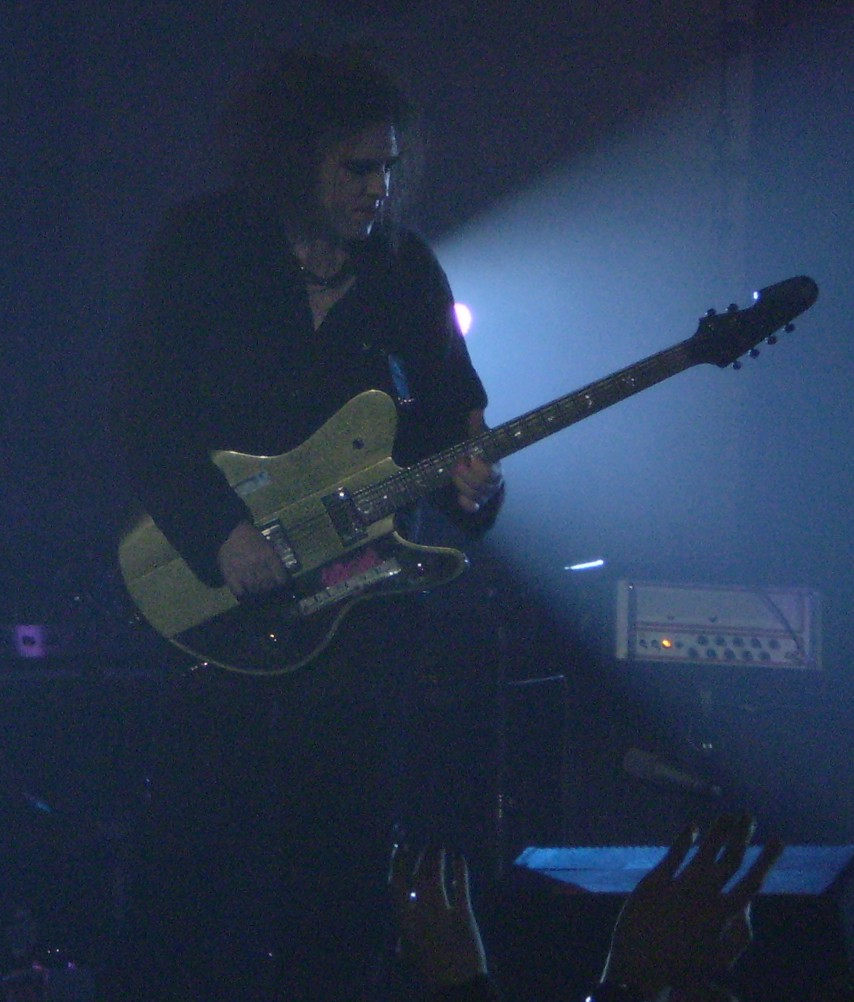
Robert Smith Voz, guitarra 1976-actualidad
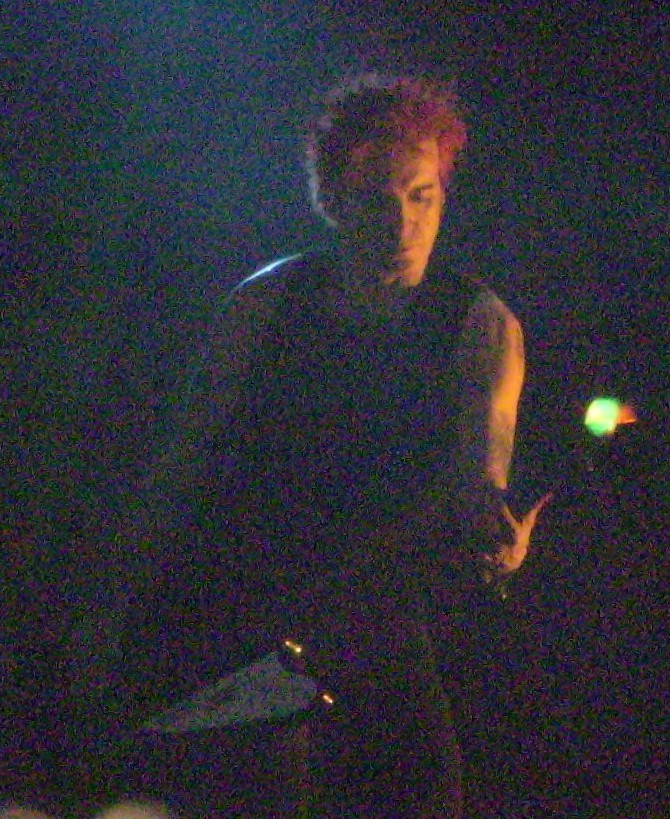
Simon Gallup Bajo 1979-1982 1985-actualidad
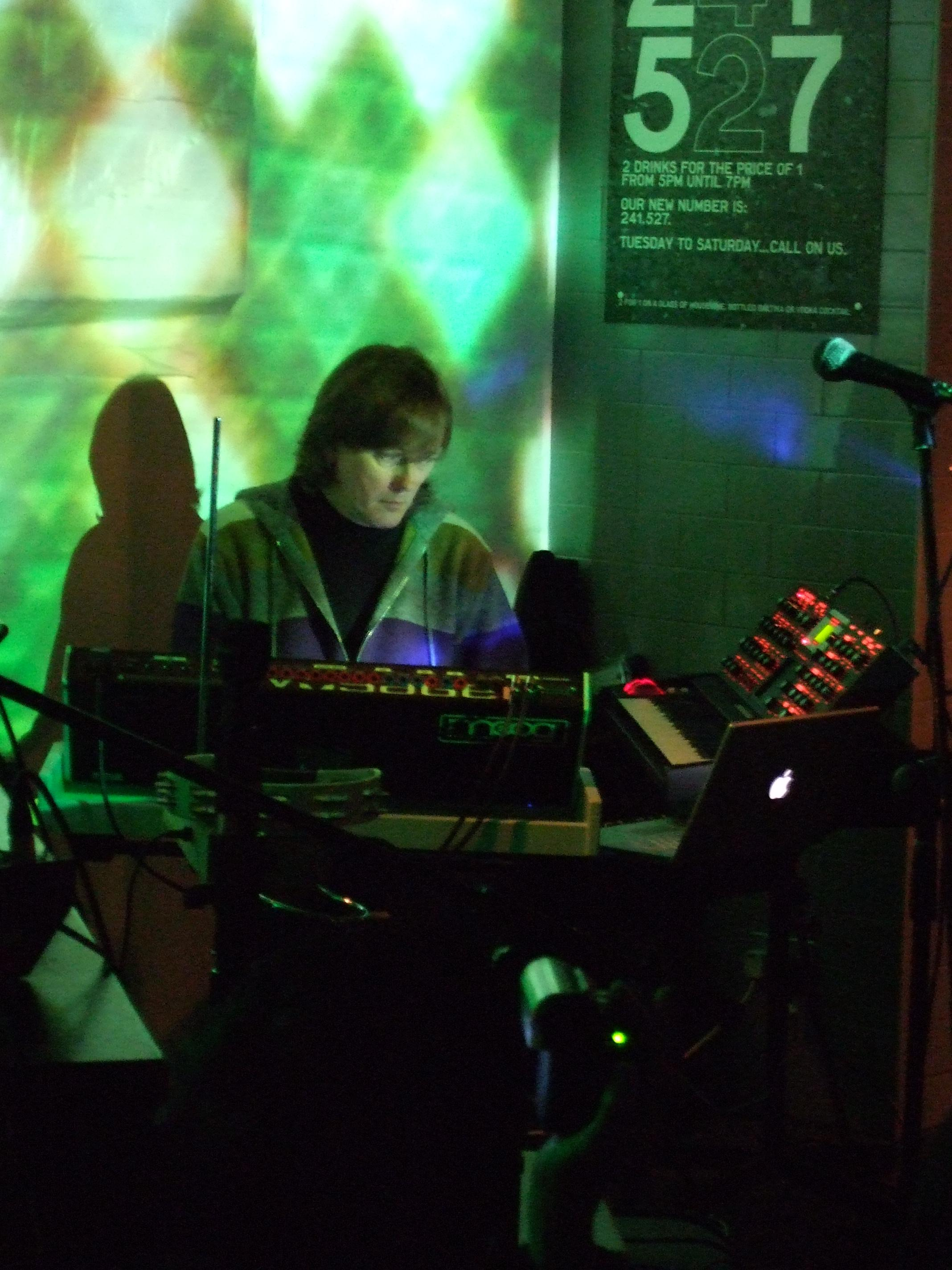
Roger O'Donnell Teclados, piano 1987-1990, 1994-2005, 2011-actualidad
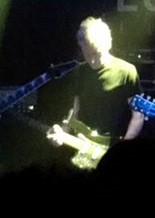
Perry Bamonte Guitarra, teclados 1990-2005, 2022-actualidad
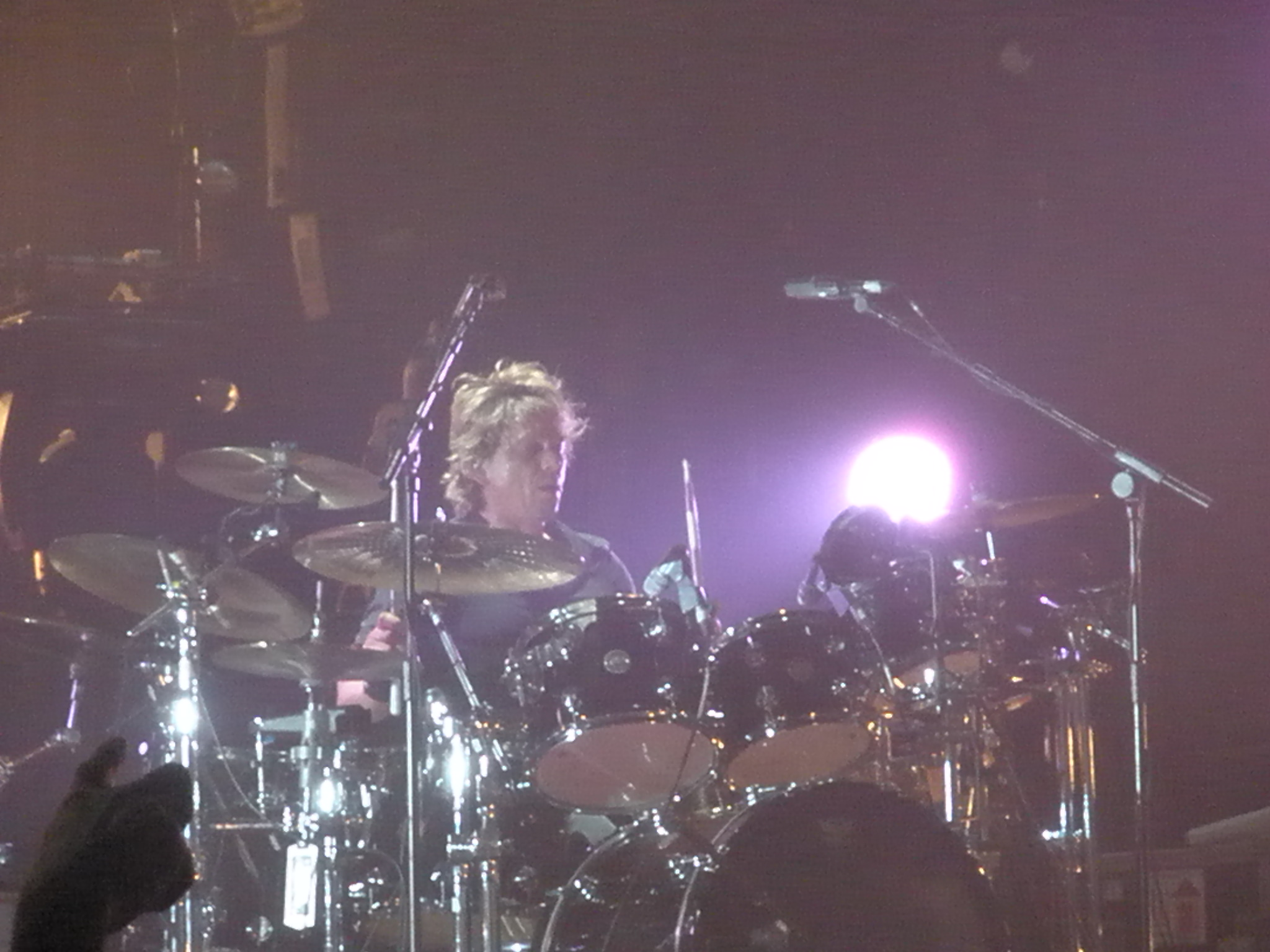
Jason Cooper Batería 1995-actualidad
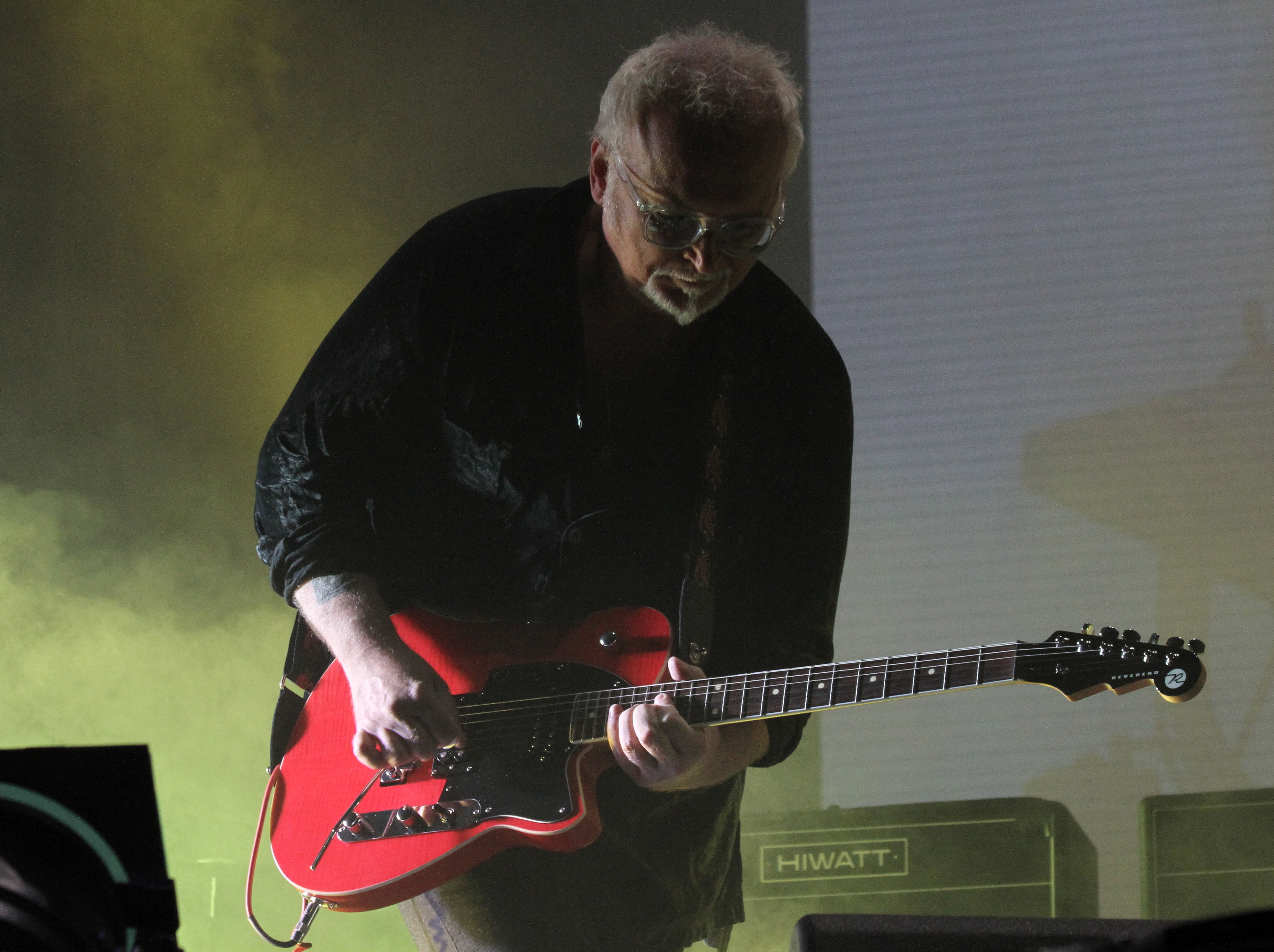
Reeves Gabrels Guitarra 2012-actualidad

| Miembros anteriores - Laurence Tolhurst — Batería, Percusión (1976-1982), teclado (1983-1989, 2011) - Michael Dempsey — Bajo (1976-1979) - Porl Thompson — Guitarra, teclado, saxofón (1976-1978, 1984-1993, 2005-2011) - Matthieu Hartley — Teclado, piano (1979-1980) - Andy Anderson — Batería, percusión (1983-1984, muerto en 2019) - Phil Thornalley — Bajo (1983-1984) - Boris Williams — Batería, percusión (1984-1994, 2001) Miembros adicionales en vivo - Derek Thompson — Bajo (durante el programa de TV, Oxford Road Show, 1983) - Norman Fisher-Jones «Noko» — Bajo (durante un concierto en Múnich y para otro pase en el Oxford Road Show, 1984) - Vince Ely — Batería (durante conciertos de la gira del The Top, 1984) - Roberto Soave — Bajo (durante algunos conciertos del The Wish Tour reemplazando provisionalmente a Simón Gallup por una pleuritis, 1992) - Eden Gallup — Bajo (durante un concierto en 'Fuji Rock Festival' reemplazando provisionalmente a Simón Gallup, su padre, impedido de presentarse por una situación personal, 2019) | Formaciones previas \| Como «The Obelisk»[14] 1973 \| - Robert Smith – Voz, piano - Marc Ceccagno – Guitarra solista[213] - Michael Dempsey – Guitarra - Alan Hill – bajista[213] - Laurence Tolhurst – Batería \| \| Como «Malice»[17] 1976 \| - Martin Creasy – Voz[214] - Robert Smith – Guitarra - Porl Thompson – Guitarra líder - Michael Dempsey – Bajo - Laurence Tolhurst – Batería (tras la partida de Graham y su hermano) - Graham y su hermano - Batería[215] \| \| Como «Easy Cure» 1976-1978 \| - Gary X – Voz[216] - Peter O'Toole – Voz (tras la partida de Gary X)[216] - Robert Smith – Guitarra, voz (tras la ida dparte O'Toole) - Porl Thompson – Guitarra líder - Michael Dempsey – Bajo - Laurence Tolhurst – Batería \| |
| Como «The Obelisk» 1973 | - Robert Smith – Voz, piano - Marc Ceccagno – Guitarra solista - Michael Dempsey – Guitarra - Alan Hill – bajista - Laurence Tolhurst – Batería |
| Como «Malice» 1976 | - Martin Creasy – Voz - Robert Smith – Guitarra - Porl Thompson – Guitarra líder - Michael Dempsey – Bajo - Laurence Tolhurst – Batería (tras la partida de Graham y su hermano) - Graham y su hermano - Batería |
| Como «Easy Cure» 1976-1978 | - Gary X – Voz - Peter O'Toole – Voz (tras la partida de Gary X) - Robert Smith – Guitarra, voz (tras la ida dparte O'Toole) - Porl Thompson – Guitarra líder - Michael Dempsey – Bajo - Laurence Tolhurst – Batería |

## Reconocimientos

### Rock and Roll Hall of Fame
En 2019, The Cure hizo su ingreso en categoría 'perfomer' al ROCK & ROLL HALL OF FAME. A la ceremonia acudió, subiendo al escenario, la formación vigente (Smith, Gallup, O`Donnell, Cooper y Gabrels), además de exintegrantes, tales como: Lol Tolhurst, Pearl Thompson, Boris Williams, Michael Dempsey y Perry Bamonte. Durante los agradecimientos, Smith hizo también alusión a Andy Anderson, quien había fallecido poco tiempo antes, y a Tim Pope, entre otros. La introducción al reconocimiento durante la ceremonia estuvo a cargo de Trent Reznor, de los Nine Inch Nails. En palabras de este último: "No era solo el sonido o las palabras o la presentación, en la que todo estaba enlazado con los instrumentos más exquisitos, no. Era la voz de Robert Smith. Esa voz, capaz de crear un amplio rango de emociones que iban desde una expresión de rabia, tristeza y desamparo a una de belleza, fragilidad y felicidad. Puede que suene algo naïf pero no fue hasta que escuché «The Head And The Door» que no me había percatado que era posible componer sobre ideas tan profundas, pero siempre haciéndolo desde un contexto integrado por canciones que funcionasen e incluso llegasen a sonar en la radio, cambiando las reglas desde dentro".
Como parte del show, la banda vigente se presentó con la siguiente lista: ‘Shake Dog Shake’, ‘A Forest’, ‘Love Song’, ‘Just Like Heaven’ y ‘Boys Don’t Cry’.

## Premios
The Cure ganó el premio Brit en dos ocasiones en las categorías de mejor videoclip británico y mejor banda británica en 1990 y 1991, respectivamente. Además, fue nominado en dos ocasiones al premio Grammy y a diferentes galardones ofrecidos por la cadena MTV. También fue nominado en 2011 al premio Q, ofrecido por la revista de rock Q en la categoría de mejor actuación de los últimos 25 años. Asimismo, en 2009 recibió el premio Godlike Genius por su influencia ejercida en numerosas bandas de rock a lo largo del tiempo, otorgado por la publicación NME.

### Premios Brit
| Año  | Trabajo nominado      | Categoría                                      | Resultado |
| ---- | --------------------- | ---------------------------------------------- | --------- |
| 1990 | «Lullaby»             | Mejor videoclip británico (director, Tim Pope) | Ganador   |
| 1991 | —                     | Mejor banda británica                          | Ganador   |
| 1991 | «Close to me (remix)» | Mejor videoclip británico (director, Tim Pope) | Nominado  |
| 1993 | «Friday I'm in love»  | Mejor videoclip británico (director, Tim Pope) | Nominado  |
| 1993 | —                     | Mejor banda británica                          | Nominado  |

### Premios Grammy
| Año  | Trabajo nominado | Categoría                         | Resultado |
| ---- | ---------------- | --------------------------------- | --------- |
| 1993 | Wish             | Mejor álbum de música alternativa | Nominado  |
| 2001 | Bloodflowers     | Mejor álbum de música alternativa | Nominado  |

### MTV Video Music Awards
| Año  | Trabajo nominado     | Categoría                                       | Resultado |
| ---- | -------------------- | ----------------------------------------------- | --------- |
| 1989 | «Fascination street» | Mejor videoclip posmoderno (director, Tim Pope) | Nominado  |

### MTV Europe Music Awards
| Año  | Trabajo nominado       | Categoría                                      | Resultado |
| ---- | ---------------------- | ---------------------------------------------- | --------- |
| 2004 | «The end of the world» | Mejor videoclip (directora, Floria Sigismondi) | Nominado  |
| 2008 | —                      | Mejor artista en vivo                          | Nominado  |

### Premios MTV Latinos
| Año  | Trabajo nominado | Categoría                      | Resultado |
| ---- | ---------------- | ------------------------------ | --------- |
| 2007 | —                | Premio «Artista de Influencia» | Ganador   |

### Premios Shockwaves NME
| Año  | Trabajo nominado | Categoría                                                                | Resultado |
| ---- | ---------------- | ------------------------------------------------------------------------ | --------- |
| 2009 | 4:13 dream       | Mejor diseño de portada de disco                                         | Nominado  |
| 2009 | —                | «Godlike Genius Award» (Premio "Genio Divino") a toda su carrera musical | Ganador   |

### Premios Q
| Año  | Trabajo nominado | Categoría                              | Resultado |
| ---- | ---------------- | -------------------------------------- | --------- |
| 2011 | —                | Mejor actuación de los últimos 25 años | Nominado  |